# Effectifs de la Coupe du monde de rugby à XV 1991
Pour un article plus général, voir Coupe du monde de rugby à XV 1991.

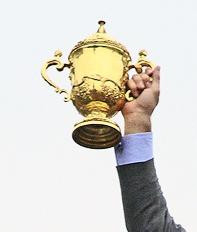
La coupe Webb Ellis

Cet article présente les effectifs de la Coupe du monde de rugby à XV 1991 des seize sélections qui disputent la compétition en Angleterre du 3 octobre au 2 novembre 1991. Chaque équipe donne initialement une liste de trente joueurs. Celle-ci peut-être amendée au fur et à mesure de la compétition si des blessures surviennent.

## Poule A

### Angleterre
| Entraîneur | Entraîneur             | Geoff Cooke                                             |
| Avants     | Pilier                 | Jason Leonard, Jeff Probyn, Gary Pearce, Paul Rendall   |
| Avants     | Talonneur              | Brian Moore, John Olver                                 |
| Avants     | Deuxième ligne         | Paul Ackford, Wade Dooley, Nigel Redman                 |
| Avants     | Troisième ligne aile   | Mickey Skinner, Peter Winterbottom, Gary Rees           |
| Avants     | Troisième ligne centre | Mike Teague, Dean Richards                              |
| Arrières   | Demi de mêlée          | Richard Hill                                            |
| Arrières   | Demi d'ouverture       | Rob Andrew                                              |
| Arrières   | Centre                 | Jeremy Guscott, Will Carling (cap.)                     |
| Arrières   | Ailier                 | Rory Underwood, Simon Halliday, Nigel Heslop, Chris Oti |
| Arrières   | Arrière                | Jonathan Webb, Simon Hodgkinson                         |

### États-Unis
| Entraîneur | Entraîneur             | Jim Perkins                                           |
| Avants     | Pilier                 | Chris lippert, Lance Manga, Norm Mottram, Fred Paoli  |
| Avants     | Talonneur              | Tony Flay, Pat Johnson                                |
| Avants     | Deuxième ligne         | Kevin Swords (cap.), Chuck Tunnacliffe, Bill Leversee |
| Avants     | Troisième ligne aile   | Shawn Lipman, Rob Farley, Mark Sawicki, Jay Wilkerson |
| Avants     | Troisième ligne centre | Tony Ridnell, Brian Vizard                            |
| Arrières   | Demi de mêlée          | Barry Daily, Mark Pidcock                             |
| Arrières   | Demi d'ouverture       | Chris O'Brien, Mike de Jong                           |
| Arrières   | Centre                 | Joe Burke, Kevin Higgins, Mark Williams               |
| Arrières   | Ailier                 | Gary Hein, Eric Whitaker                              |
| Arrières   | Arrière                | Ray Nelson, Paul Sheehy                               |

### Italie
| Entraîneur | Entraîneur             | Bertrand Fourcade                                                |
| Avants     | Pilier                 | Massimo Cuttitta, Franco Properzi, Giovanni Grespan, Guido Rossi |
| Avants     | Talonneur              | Giancarlo Pivetta, Carlo Orlandi                                 |
| Avants     | Deuxième ligne         | Roberto Favaro, Giambattista Croci, Antonio Colella              |
| Avants     | Troisième ligne aile   | Gianni Zanon (cap.), Massimo Giovanelli, Carlo Checchinato       |
| Avants     | Troisième ligne centre | Roberto Saetti                                                   |
| Arrières   | Demi de mêlée          | Ivan Francescato, Francesco Pietrosanti                          |
| Arrières   | Demi d'ouverture       | Diego Domínguez                                                  |
| Arrières   | Centre                 | Stefano Barba, Fabio Gaetaniello, Stefano Bordon, Massimo Bonomi |
| Arrières   | Ailier                 | Paolo Vaccari, Marcello Cuttitta, Edgardo Venturi                |
| Arrières   | Arrière                | Luigi Troiani, Daniele Tebaldi                                   |

### Nouvelle-Zélande
| Entraîneur | Entraîneur             | John Hart et Alex Wyllie                                                 |
| Avants     | Pilier                 | Steve McDowall, Richard Loe, Graham Purvis, Craig Dowd                   |
| Avants     | Talonneur              | Sean Fitzpatrick                                                         |
| Avants     | Deuxième ligne         | Ian Jones, Gary Whetton (cap.),                                          |
| Avants     | Troisième ligne aile   | Michael Jones, Paul Henderson (en), Mark Carter, Andy Earl, Alan Whetton |
| Avants     | Troisième ligne centre | Zinzan Brooke                                                            |
| Arrières   | Demi de mêlée          | Graeme Bachop, Jason Hewett                                              |
| Arrières   | Demi d'ouverture       | Grant Fox, Jon Preston, Shayne Philpott                                  |
| Arrières   | Centre                 | Craig Innes, Walter Little, Bernie McCahill                              |
| Arrières   | Ailier                 | Va'aiga Tuigamala, John Kirwan, Terry Wright                             |
| Arrières   | Arrière                | John Timu, Kieran Crowley                                                |

## Poule B

### Écosse
| Entraîneur | Entraîneur             | Ian McGeechan                               |
| Avants     | Pilier                 | David Sole (cap.), Paul Burnell             |
| Avants     | Talonneur              | John Allan,Kenny Milne                      |
| Avants     | Deuxième ligne         | Chris Gray, Doddie Weir, Damian Cronin      |
| Avants     | Troisième ligne aile   | John Jeffrey, Finlay Calder, Derek Turnbull |
| Avants     | Troisième ligne centre | Derek White, Graham Marshall                |
| Arrières   | Demi de mêlée          | Gary Armstrong, Greig Oliver                |
| Arrières   | Demi d'ouverture       | Craig Chalmers, Douglas Wyllie              |
| Arrières   | Centre                 | Sean Lineen, Scott Hastings, Graham Shiel   |
| Arrières   | Ailier                 | Iwan Tukalo, Tony Stanger                   |
| Arrières   | Arrière                | Gavin Hastings, Peter Dods                  |

### Irlande
| Entraîneur | Entraîneur             | Ciaran Fitzgerald                                           |
| Avants     | Pilier                 | Jack Clarke, Gary Halpin, Nick Popplewell, Des Fitzgerald   |
| Avants     | Talonneur              | Terry Kingston, Steve Smith                                 |
| Avants     | Deuxième ligne         | Neil Francis, Donal Lenihan                                 |
| Avants     | Troisième ligne aile   | Phillip Matthews (cap.), Brian Robinson                     |
| Avants     | Troisième ligne centre | Noel Mannion                                                |
| Arrières   | Demi de mêlée          | Fergus Aherne, Rob Saunders                                 |
| Arrières   | Demi d'ouverture       | Ralph Keyes                                                 |
| Arrières   | Centre                 | David Curtis, Vince Cunningham, Brendan Mullin              |
| Arrières   | Ailier                 | Pat O'Hara, Keith Crossan, Gordon Hamilton, Simon Geoghegan |
| Arrières   | Arrière                | Kenny Murphy, Jim Staples                                   |

### Japon
| Entraîneur | Entraîneur             | Hiroaki Shukuzawa                                                      |
| Avants     | Pilier                 | Osamu Ota, Masanori Takura, Kenichi Kimura, Kazuaki Takahashi          |
| Avants     | Talonneur              | Tsuyoshi Fujita, Masahiro Kunda                                        |
| Avants     | Deuxième ligne         | Toshiyuki Hayashi, Atsushi Oyagi, Ekeroma Luaiufi,                     |
| Avants     | Troisième ligne aile   | Hirofumi Ouchi, Hiroyuki Kajihara, Katsufumi Miyamoto, Shuji Nakashima |
| Avants     | Troisième ligne centre | Sinali Latu                                                            |
| Arrières   | Demi de mêlée          | Masami Horikoshi, Wataru Murata                                        |
| Arrières   | Demi d'ouverture       | Katsuhiro Matsuo, Shinobu Aoki                                         |
| Arrières   | Centre                 | Seiji Hirao (cap.), Eiji Kutsuki, Yukio Motoki                         |
| Arrières   | Ailier                 | Yoshihito Yoshida, Terunori Masuho, Tsutomu Matsuda                    |
| Arrières   | Arrière                | Tatsuya Maeda, Takahiro Hosokawa                                       |

### Zimbabwe
| Entraîneur | Entraîneur             | Ian Buchanan                                                                |
| Avants     | Pilier                 | Adrian Garvey, Robin Hunter, Alexander Nicholls, Chris Roberts, Gary Snyder |
| Avants     | Talonneur              | Brian Beattie                                                               |
| Avants     | Deuxième ligne         | Chris Botha, Rob Demblon, Michael Martin                                    |
| Avants     | Troisième ligne aile   | Brendon Dawson, Darren Muirhead, Honeywell Nguruve                          |
| Avants     | Troisième ligne centre | Brenton Catterall                                                           |
| Arrières   | Demi de mêlée          | Andy Ferreira, Ewan MacMillan                                               |
| Arrières   | Demi d'ouverture       | Craig Brown, Ralph Kuhn                                                     |
| Arrières   | Centre                 | Mark Letcher, Richard Tsimba                                                |
| Arrières   | Ailier                 | Elimon Chimbima, William Schultz, Dave Walters                              |
| Arrières   | Arrière                | Brian Currin (cap.), Ian Noble                                              |

## Poule C

### Argentine
| Entraîneur | Entraîneur             | Luis Gradín et Guillermo Lamarca                                  |
| Avants     | Pilier                 | Luis Molina, Diego Cash, Manuel Aguirre                           |
| Avants     | Talonneur              | Federico Méndez, Roberto Le Fort, Mariano Bosch, Mariano Lombardi |
| Avants     | Deuxième ligne         | Pablo Buabse, Pedro Sporleder, Germán Llanes, Agustín Zanoni      |
| Avants     | Troisième ligne aile   | Francisco Irarrázaval, Pablo Garretón (cap.), Mario Carreras      |
| Avants     | Troisième ligne centre | José Santamarina                                                  |
| Arrières   | Demi de mêlée          | Gonzalo Camardón                                                  |
| Arrières   | Demi d'ouverture       | Guillermo del Castillo, Lisandro Arbizu                           |
| Arrières   | Centre                 | Hernán García Simón, Matías Allen                                 |
| Arrières   | Ailier                 | Diego Cuesta Silva, Martín Terán, Gustavo Jorge                   |
| Arrières   | Arrière                | Santiago Mesón, Guillermo Angaut                                  |

### Australie
| Entraîneur | Entraîneur             | Bob Dwyer                        |
| Avants     | Pilier                 | Phil Kearns, Ewen McKenzie       |
| Avants     | Talonneur              | Tony Daly                        |
| Avants     | Deuxième ligne         | John Eales, Rod McCall           |
| Avants     | Troisième ligne aile   | Simon Poidevin, Willy Ofahengaue |
| Avants     | Troisième ligne centre | Troy Coker                       |
| Arrières   | Demi de mêlée          | Nick Farr-Jones (cap.)           |
| Arrières   | Demi d'ouverture       | Michael Lynagh                   |
| Arrières   | Centre                 | Tim Horan, Jason Little          |
| Arrières   | Ailier                 | David Campese, Bob Egerton       |
| Arrières   | Arrière                | Marty Roebuck                    |

### Pays de Galles
| Entraîneur | Entraîneur             | Alan Davies                                                       |
| Avants     | Pilier                 | Mark Davis, Hugh Williams-Jones, Laurance Delaney, Mike Griffiths |
| Avants     | Talonneur              | Garin Jenkins, Ken Waters                                         |
| Avants     | Deuxième ligne         | Paul Arnold, Phil May, Kevin Moseley, Phil Davies                 |
| Avants     | Troisième ligne aile   | Martyn Morris, Richie Collins, Richard Webster                    |
| Avants     | Troisième ligne centre | Emyr Lewis                                                        |
| Arrières   | Demi de mêlée          | Andy Booth, Robert Jones                                          |
| Arrières   | Demi d'ouverture       | Tony Clement, Adrian Davies, David Wyn Evans                      |
| Arrières   | Centre                 | Scott Gibbs, Mike Hall, Mark Ring                                 |
| Arrières   | Ailier                 | Arthur Emyr, Ieuan Evans (cap.), Steve Ford                       |
| Arrières   | Arrière                | Mike Rayer                                                        |

### Samoa
| Entraîneur | Entraîneur             | Su'a Peter Schuster                                                                    |
| Avants     | Pilier                 | Peter Fatialofa (cap.), Vili Alaalatoa, Palemia Lilomaiava, Apollo Perelini, David Sio |
| Avants     | Talonneur              | Stan To'omalatai                                                                       |
| Avants     | Deuxième ligne         | Mark Birtwistle, Mat Keenan, Eddie Ioane                                               |
| Avants     | Troisième ligne aile   | Junior Paramore, Dan Kaleopa, Sila Vaifale                                             |
| Avants     | Troisième ligne centre | Pat Lam                                                                                |
| Arrières   | Demi de mêlée          | Tu Nu'uali'itia, Mathew Vaea                                                           |
| Arrières   | Demi d'ouverture       | Stephen Bachop, Filipo Saena                                                           |
| Arrières   | Centre                 | To'o Vaega, Frank Bunce, Tupo Fa'amasino                                               |
| Arrières   | Ailier                 | Brian Lima, Timo Tagaloa, Freddie Tuilagi                                              |
| Arrières   | Arrière                | Andrew Aiolupo                                                                         |

## Poule D

### Canada
| Entraîneur | Entraîneur             | Ian Birtwell                                               |
| Avants     | Pilier                 | Eddie Evans, Dan Jackart, Gary Dukelow, Paul Szabo         |
| Avants     | Talonneur              | David Speirs, Karl Svoboda                                 |
| Avants     | Deuxième ligne         | Norm Hadley, John Robertsen, Ron van den Brink, Al Charron |
| Avants     | Troisième ligne aile   | Roy Radu, Bruce Breen, Gord MacKinnon                      |
| Avants     | Troisième ligne centre | Glen Ennis                                                 |
| Arrières   | Demi de mêlée          | John Graf, Chris Tynan                                     |
| Arrières   | Demi d'ouverture       | Gareth Rees, Scott Stewart                                 |
| Arrières   | Centre                 | Steve Gray, Christian Stewart, Tom Woods, John Lecky       |
| Arrières   | Ailier                 | Dave Lougheed, Pat Palmer                                  |
| Arrières   | Arrière                | Mark Wyatt (cap.)                                          |

### Fidji
| Entraîneur | Entraîneur             | Samisoni Viriviri                                                |
| Avants     | Pilier                 | Peni Volavola, Epeli Naituivau, Naibuka Vuli                     |
| Avants     | Talonneur              | Mosese Taga (cap.), Dranivesi Baleiwai, Salacieli Naivilawasa    |
| Avants     | Deuxième ligne         | Sam Domoni, Ilaitia Savai, Aisake Nadolo                         |
| Avants     | Troisième ligne aile   | Alifereti Dere, Laisenia Katonawale, Max Olsson, Tevita Vonolagi |
| Avants     | Troisième ligne centre | Ifereimi Tawake                                                  |
| Arrières   | Demi de mêlée          | Pauliasi Tabulutu, Mosese Vosanibola                             |
| Arrières   | Demi d'ouverture       | Waisale Serevi, Tomasi Rabaka                                    |
| Arrières   | Centre                 | Kalaveti Naisoro, Savenaca Aria                                  |
| Arrières   | Ailier                 | Noa Nadruku, Fili Seru, Tomasi Lovo                              |
| Arrières   | Arrière                | Severo Koroduadua, Opeti Turuva                                  |

### France
| Entraîneur | Entraîneur             | Daniel Dubroca                                                          |
| Avants     | Pilier                 | Pascal Ondarts, Louis Armary, Philippe Gimbert                          |
| Avants     | Talonneur              | Philippe Marocco, Grégoire Lascubé                                      |
| Avants     | Deuxième ligne         | Jean-Marie Cadieu, Olivier Roumat, Abdelatif Benazzi                    |
| Avants     | Troisième ligne aile   | Philippe Benetton, Laurent Cabannes, Michel Courtiols, Thierry Devergie |
| Avants     | Troisième ligne centre | Marc Cécillon, Éric Champ                                               |
| Arrières   | Demi de mêlée          | Fabien Galthié, Henri Sanz                                              |
| Arrières   | Demi d'ouverture       | Thierry Lacroix, Didier Camberabero                                     |
| Arrières   | Centre                 | Philippe Sella, Franck Mesnel, Jean-Baptiste Lafond                     |
| Arrières   | Ailier                 | Philippe Saint-André, Patrice Lagisquet                                 |
| Arrières   | Arrière                | Serge Blanco (cap.), Jean-Luc Sadourny                                  |

### Roumanie
| Entraîneur | Entraîneur             | Peter Ianusevici                                                                  |
| Avants     | Pilier                 | Gabriel Vlad, Viorel Ionescu, Constantin Stan, Gheorghe Leonte, Gheorghe Corneliu |
| Avants     | Talonneur              | Gheorghe Ion                                                                      |
| Avants     | Deuxième ligne         | Sandu Ciorăscu, Constantin Cojocariu, Nicușor Marin                               |
| Avants     | Troisième ligne aile   | Gheorghe Dinu, Ioan Doja, Andrei Gurănescu                                        |
| Avants     | Troisième ligne centre | Hari Dumitras (cap.), Tiberiu Brînză                                              |
| Arrières   | Demi de mêlée          | Mihai Foca, Daniel Neaga                                                          |
| Arrières   | Demi d'ouverture       | Ilie Ivanciuc, Neculai Nichitean                                                  |
| Arrières   | Centre                 | Nicolae Fulina, Nicolae Răcean, Adrian Lungu, George Sava, Ștefan Tofan           |
| Arrières   | Ailier                 | Lucian Colceriu, Cătălin Sasu                                                     |
| Arrières   | Arrière                | Marian Dumitru                                                                    |